# Josep Riera i Herms
Josep Riera i Herms (Oristà, Lluçanès, 1950) és un poeta català vinculat al Lluçanès.
Pagès i forner de professió, ha publicat diversos reculls de poemes, el primer dels quals fou A plena pell (1989). Posteriorment va publicar Del joc al seny (1991), Premi de Poesia Josep Munteis 1990 dels Premis Literaris Ciutat d'Olot, i Amb les mans de fang (1993), que havia estat guardonat el 1987 amb el premi Jacint Verdaguer. A aquestes obres va seguir Rereguarda (1994). El 1996 va obtenir el Premi de Poesia Terra de Fang de Deltebre, i el 1997 el Premi Montseny de Poesia. Les publicacions van prosseguir amb Temps de vidre (1998), La pell de l'altre (2000), La millor companyia (2002, Premi de Poesia Marià Manent 2001), La lletra menuda (2004), Pell de serp (2008), Com aigua a tesa (2010, Premi de Poesia Oriol Rossell de Vilafranca del Penedès), El preu del blat (2011, Premi Francesc Badenes Dalmau de poesia dels trenta-novens Premis Literaris d'Alberic), Llibre de viatges (2014), El límit dels ulls (2016, Premi Literari Miquel Arimany 2015) i Adreces particulars (2017).
En prosa, ha publicat l'obra Crònica d'ara (2017), un intercanvi d'opinions entre amics d'edats similars, i també les novel·les Sessió de tarda (2020) i Geografia essencial (2023). Encara sobre la poesia, foren editats arxius d'àudio amb cançons i poemes d'aquest autor, com els CD's Temps de vidre i Pell i paraula. D'altra banda, el Grup d'Actors del Lluçanès (GALL) va escenificar algunes de les seves obres poètiques.

## Premis i reconeixements
- 1987 - Premi Jacint Verdaguer dels Premis Literaris de Calldetenes
- 1990 - Premi de Poesia Josep Munteis dels Premis Literaris Ciutat d'Olot
- 1996 - Premi de Poesia Terra de Fang de Deltebre
- 1997 - Premi Montseny de Poesia
- 2002 - Premi de Poesia Marià Manent de Premià de Dalt
- 2010 - Premi de Poesia Oriol Rossell de Vilafranca del Penedès
- 2011 - Premi Francesc Badenes Dalmau de poesia dels trenta-novens Premis Literaris d'Alberic
- 2016 - Premi Literari Miquel Arimany
- 2023 - Premi de poesia Joan Aliguer